# Zakrzew (powiat garwoliński)
Zakrzew – wieś sołecka w Polsce położona w województwie mazowieckim, w powiecie garwolińskim, w gminie Wilga. Po raz pierwszy wzmiankowana w XVII w.
| SIMC    | Nazwa           | Rodzaj    |
| ------- | --------------- | --------- |
| 0694379 | Kępa Celejowska | część wsi |

26 września 1939 żołnierze Wehrmachtu dokonali zbrodni na mieszkańcach wsi. Zamordowali 2 Polaków, Józefa Jeziorka i Mariannę Strachoła.
W latach 1975–1998 miejscowość należała administracyjnie do województwa siedleckiego.
Wierni Kościoła rzymskokatolickiego należą do parafii Wniebowzięcia Najświętszej Maryi Panny w Wildze.